# Bohême aux Jeux olympiques
La Bohême a participé aux Jeux olympiques en 1900, 1908 et 1912. L'entité faisant suite à la Bohême est la Tchécoslovaquie.

## Liste des médaillés
| Médaille           | Nom                                                                                                   | Jeux olympiques | Sport      | Discipline                |
| ------------------ | --- | --------------- | ---------- | ------------------------- |
| Médaille d'argent  | František Janda-Suk                                                                                   | Paris 1900      | Athlétisme | Lancer du disque          |
| Médaille de bronze | Hedwig Rosenbaum                                                                                      | Paris 1900      | Tennis     | Simple dames              |
| Médaille de bronze | Vilém Goppold von Lobsdorf                                                                            | Londres 1908    | Escrime    | Sabre masculin            |
| Médaille de bronze | Vlastimil Lada-Sázavský Vilém Goppold von Lobsdorf Bedřich Schejbal Jaroslav Šourek-Tucek Otakar Lada | Londres 1908    | Escrime    | Sabre masculin par équipe |

Hedwig Rosenbaum a également remporté la médaille de bronze avec Archibald Warden, représentant la Grande-Bretagne (GBR), en double mixte au tournoi de tennis aux Jeux olympiques d'été de 1900. Cette médaille est attribuée à l'équipe mixte.

## Médailles par Jeux olympiques
| Année          | Médaille d'or, Jeux olympiques | Médaille d'argent, Jeux olympiques | Médaille de bronze, Jeux olympiques | Total           | Rang            |
| Paris 1900     | 0                              | 1                                  | 1                                   | 2               | 19              |
| St. Louis 1904 | non participant                | non participant                    | non participant                     | non participant | non participant |
| Londres 1908   | 0                              | 0                                  | 2                                   | 2               | 17              |
| Stockholm 1912 | 0                              | 0                                  | 0                                   | 0               | -               |
| Total          | 0                              | 1                                  | 3                                   | 4               | 103             |